# Cassipourea brittoniana
Cassipourea brittoniana är en tvåhjärtbladig växtart som beskrevs av Fawcett och Rendle. Cassipourea brittoniana ingår i släktet Cassipourea, och familjen Rhizophoraceae. Inga underarter finns listade i Catalogue of Life.